# Hasselblad 500C/M
La Hasselblad 500C/M és una càmera fotogràfica analògica, arribada a considerar una de les millors, a través de la qual, els fotògrafs han treballat en tots els camps de la fotografia en l'àmbit professional, ja que el seu preu era més aviat elevat. És una màquina molt simple i a més, desmuntable, ja que la majoria de peces es poden separar: el visor, el cos, l'òptica i els respatllers amb els carrets corresponents. Depenent dels respatllers posats en la càmera, es poden realitzar fotografies de dos formats diferents: 6×6cm o 6×4,5cm. Per tant, és una càmera de format mig que pot utilitzar carrets tant de 120 com de 220.
Una curiositat és que Neil Armstrong, el 20 de juliol de 1969, va fer servir una Hasselblad 500 per fotografiar el seu passeig per la Lluna. Tot i que va ser una càmera modificada i adaptada del model 500EL.

## Història
La càmera va ser creada per Victor Hasselblad, fill de Karl Erik Hasselblad, el director de la companyia Hasselblad, que dominava el mercat fotogràfic suec de principis del segle XX gràcies a un acord amb George Eastman. Karl Erik Hasselblad va enviar el seu fill Victor a conèixer el mercat fotogràfic del moment, fent que treballés en fàbriques i laboratoris d'arreu de món, per tal de donar-li la millor educació possible.

### Inicis

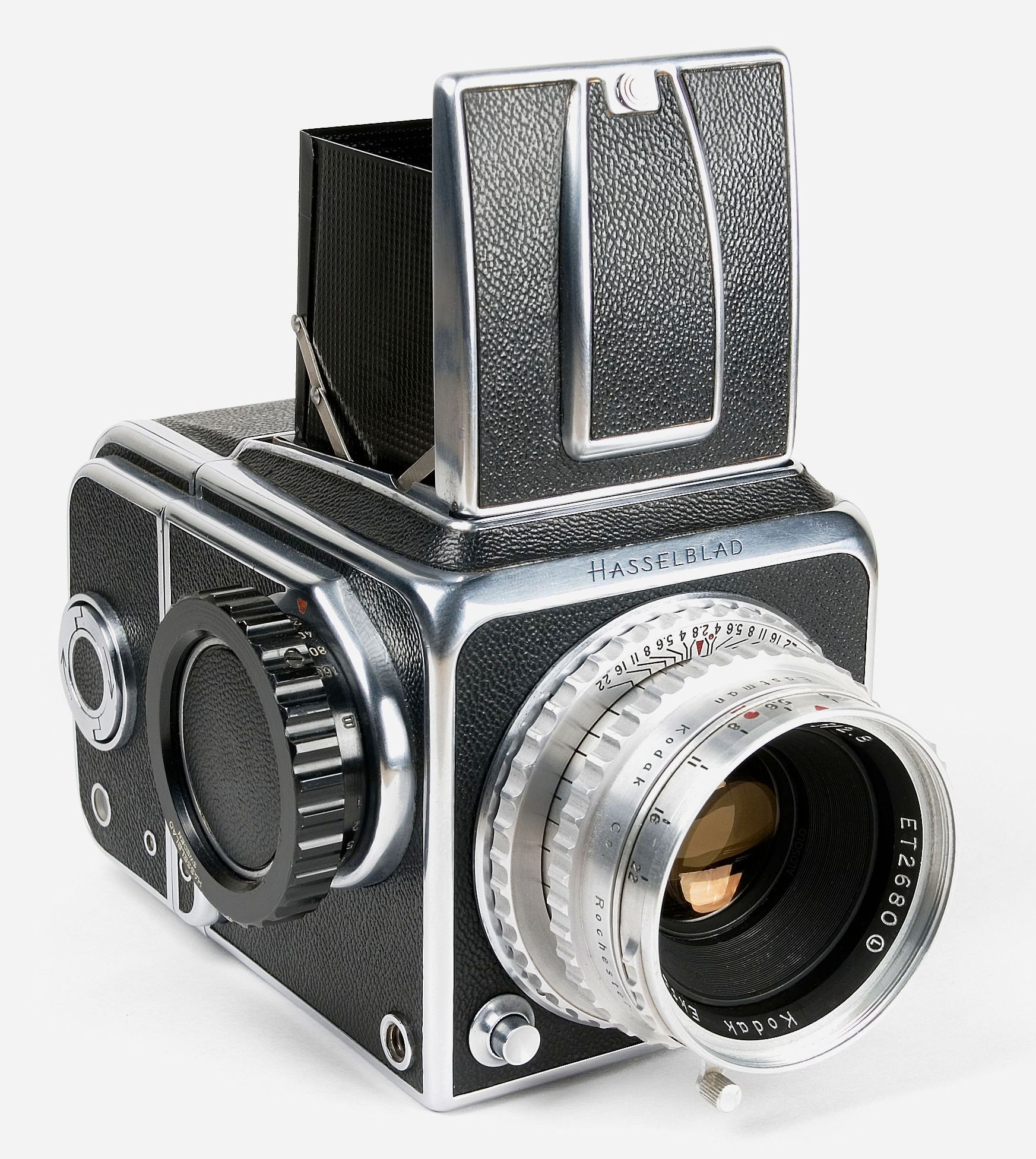
Hasselblad 1600F

Quan va tornar a Göteborg va muntar la seva pròpia botiga de fotografia, anomenada Victor Foto i durant un temps es va dedicar a la fabricació de càmeres d'àmbit militar. Tot i això, ell va voler desenvolupar una càmera per a l'ús privat. Primerament va llançar al mercat la Hasselblad 1600F, l'any 1948, però que va ser una fallida. Cinc anys més tard, va presentar la Hasselblad 1000F, amb la que va aconseguir millorar els sistemes i mecanismes, a més de redissenyar-la amb un aspecte molt més refinat i amb la possibilitat d'intercanviar els objectius, ja que en va oferir sis de compatibles amb la càmera.

### Sèrie V
L'any 1957, es va portar al mercat la sèrie V de les Hasselblad, sèrie que incorporava un obturador central de làmines, que està situat en la lent. La primera càmera d'aquesta sèrie V va ser la Hasselblad 500C, la lletra "c" es va incorporar perquè l'obturador que feia servir la càmera era un anomenat Compur, de la marca Deckel. A més, el número 500 fa referència a la màxima velocitat d'obturació que permetia la càmera: 1/500s, que és la velocitat màxima que permetia un obturador central. En canvi, com a avantatja, proporcionava la sincronització d'aquest amb el flaix a qualsevol velocitat. Aquest fet va fer que la sèrie V d'aquestes càmeres resultés ideal per a ser utilitzades en estudis.
L'any 1970 va sortir la Hasselblad 500C/M, una càmera que seguia la línia del model anterior però amb alguna variació. La lletra M podria fer referència dos conceptes: modificada o modular, ja que era una càmera que podia arribar-se a modificar o completar segons les necessitats del fotògraf, fins i tot arribant a poder canviar les pantalles d'enfocament. D'aquesta manera, es va convertir en una càmera molt versàtil i utilitzada en el món de la fotografia.

## Accessoris
El fet que la Hasselblad fos una càmera tan utilitzada, va comportar que es creessin molts accessoris i complements, creats exclusivament per ella:
- Visors rèflexs amb correcció de la inversió de la imatge.
- Respatllers digitals.
- Comandaments a distància.
- Fotòmetres de respatller.
- Lents.
- Tubs d'allunyament i acostament, són uns tubs que es col·loquen entre l'objectiu i el cos de la càmera, això permet que el fotògraf es pugui acostar molt més a l'objecte a fotografiar. Seria bàsicament el que es denomina un objectiu "macro" però amb la particularitat que no cal tenir-ne un, sinó que es poden acoblar pràcticament qualsevol òptica de diferents distàncies focals.